# Amherst (Teksas)
Amherst – miasto w Stanach Zjednoczonych, w stanie Teksas, w hrabstwie Lamb.